# Le Triomphe de Michel Strogoff
Pour les articles homonymes, voir Michel Strogoff.
Pour plus de détails, voir Fiche technique et Distribution.
Le Triomphe de Michel Strogoff est un film franco-italien réalisé par Victor Tourjanski, sorti en 1961.

## Synopsis
Le colonel Michel Strogoff accepte, à la demande de l'impératrice de Russie, de protéger sans en avoir l'air le neveu de celle-ci : Serge de Bachenberg. Le jeune officier inexpérimenté va commander un bataillon de 150 hommes dans une dangereuse expédition contre Khiva.
En chemin Michel Strogoff rencontre Tatiana, une mystérieuse artiste qui cherche à le séduire puis à l'empêcher d'arriver à temps pour se joindre à l'expédition. Les relations tendues entre Michel Strogoff et Serge de Bachenberg qui n'apprécie pas cette surveillance n'améliorent pas la situation.
Que cherche donc Tatiana, cette sombre beauté ? Qui sont les ennemis de Michel Strogoff ? Serge de Bachenberg se montrera-t-il à la hauteur de ses ambitions?

## Fiche technique
- Titre : Le Triomphe de Michel Strogoff
- Titre italien : Il trionfo di Michele Strogoff
- Réalisation : Victor Tourjanski
- Scénario : Marc-Gilbert Sauvajon  d'après le roman Michel Strogoff de Jules Verne
- Assistant réalisateur : Guy Lacourt
- Photographie : Edmond Séchan
- Montage : Henri Taverna
- Musique : Hubert Giraud
- Décors : René Renoux
- Pays d'origine :  Italie |  France
- Genre : Film dramatique, Film d'aventure
- Durée : 118 minutes (1 h 58 min)
- Dates de sortie : 
  - France : 15 décembre 1961[1]
  - Italie : février 1962[2]
- Affiche : Jean Mascii (France)

## Distribution
- Curd Jürgens : Michel Strogoff
- Capucine : Tatiana Volskaya
- Pierre Massimi (crédité Pierre Massini) : Serge de Bachenberg
- Claude Titre : Igor Vassiliev
- Albert Pierjac : Ivan Kolinov
- Daniel Emilfork : Ben Routh
- Valéry Inkijinoff : Youssouf Ben Amektal
- Georges Lycan : Mohammed Rahim, khan de Khiva
- Raymond Gérôme : le général Veriovkine
- Henri Nassiet : le colonel Markozov
- Simone Valère : l'impératrice
- Pierre Mirat : le patron du cabaret à Krasnovodsk

## À noter
- Ce film est une suite cinématographique du célèbre roman de Jules Verne.
- Le scénario fut ensuite adapté en roman sous la plume de Jean-Jules Verne, petit-fils du célèbre auteur et parut en 1967 dans la Bibliothèque verte, destinée à la jeunesse.
- La filmographie du réalisateur Victor Tourjanski comprend déjà un Michel Strogoff, film muet sorti en 1926.